# Acatlán (kommun i Mexiko, Hidalgo)
Acatlán är en kommun i Mexiko.   Den ligger i delstaten Hidalgo, i den sydöstra delen av landet, 110 km nordost om huvudstaden Mexico City. Antalet invånare är 17 914. Arean är 355 kvadratkilometer.
Terrängen i Acatlán är huvudsakligen kuperad, men den allra närmaste omgivningen är platt.
Följande samhällen finns i Acatlán:
- Colonia 28 de Mayo
- Almoloya
- Metepec Primero
- Colonia Chauténco
- Alcholoya
- San Bartolo
- Encinillos
- Vicente Guerrero
- Colonia Agustín Olvera
- Mixquiapan
- Los Arcos
- Colonia Benito Juárez
- El Transformador
- Lagunicatlán
- Totoapa el Grande
- Las Palmas
- Veladero
- Buena Vista
- La Unión
- Colonia Echeverría
- Ejido Alcholoya
- Totoapita Canutillo
- El Milagro San Simón
- El Sabino
- San Pablo
- La Calera
- Totoapita la Herradura
- Loma Chica
- La Chamusquina